# Peter Wyngarde
Peter Wyngarde (nom de scène de Cyril Louis Goldbert), né le 23 août 1927 à Marseille et mort le 15 janvier 2018 à Londres, est un acteur britannique.

## Biographie

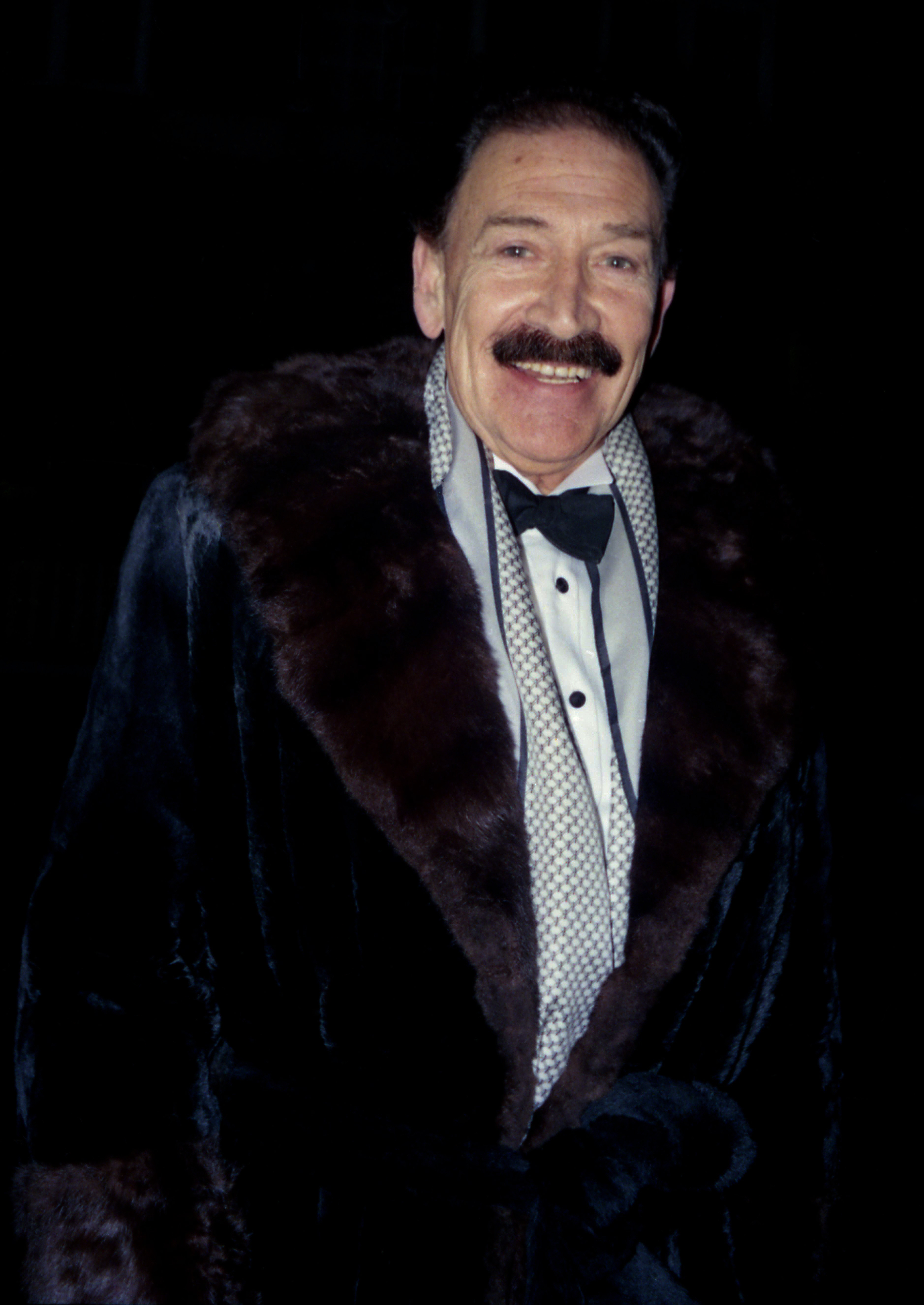
Photographiée par Allan Warren en 1992

Peter Wyngarde naît à Marseille d'un père britannique diplomate et d'une mère française, il est le neveu de Louis Jouvet[réf. nécessaire].
Il débute au théâtre en 1946 à l'âge de treize ans.
Il joue par la suite, notamment à Londres, dans des pièces de William Shakespeare, dans Pour Lucrèce de Jean Giraudoux, adaptée par Christopher Fry sous le titre Duel of Angels, qu'il interprète en 1958 à Londres, aux côtés de Vivien Leigh et Claire Bloom. Cette production est reprise à Broadway (New York) en 1960, avec Peter Wyngarde et Vivien Leigh, Mary Ure remplaçant Claire Bloom.
En 1973, toujours dans la capitale britannique, il collabore à une reprise de la comédie musicale Le Roi et moi.
Au cinéma, il a joué dans sept films seulement, entre 1956 (Alexandre le Grand) et 1989.
À la télévision, il figure dans cinq téléfilms et trente-huit séries, entre 1952 et 1994, dont deux épisodes (1966-1967) de la première série Chapeau melon et bottes de cuir, ainsi qu'un épisode (1967) de la série Le Prisonnier, où il interprète le Numéro 2. Toutefois, il est surtout connu au petit écran pour son rôle de Jason King, dans les séries Département S (1969-1970) et Jason King (1971-1972).

## Filmographie

### Au cinéma (intégrale)
- 1956 : Alexandre le Grand (Alexander the Great) de Robert Rossen (film américain)
- 1960 : The Siege of Sidney Street de Robert S. Baker et Monty Berman (film britannique)
- 1961 : Les Innocents (The Innocents) de Jack Clayton (film britannique)
- 1962 : Brûle, sorcière, brûle ! (Night of the Eagle) de Sidney Hayers (film britannique)
- 1979 : Himmel, Scheich und Wolkenbruch de Dieter Böttger (film allemand)
- 1980 : Flash Gordon de Mike Hodges (film américano-britannique)
- 1989 : Tank Malling de James Marcus (film américano-britannique)

### À la télévision (sélection)
Séries, sauf mention contraire
- 1956 : The Gambler, téléfilm de Tony Richardson
- 1965 : Le Monde merveilleux de Disney (The Wonderful World of Disney ou Disneyland), saison 12, épisode 2 The Further Adventures of Gallegher : A Case of Murder
- 1966 : Alias le Baron (The Baron), saison unique, épisode 10, Les Légions d'Ammak (The Legions of Ammak) de John Llewellyn Moxey
- 1966 : Lucy in London, téléfilm de Steve Binder
- 1966-1967 : Première série Chapeau melon et bottes de cuir (The Avengers), saison 4, épisode 21 Le Club de l'enfer (A Touch of Brimstone, 1966) de James Hill ; saison 5, épisode 11 Caméra meurtre (Epic, 1967) de James Hill
- 1966-1968 : Le Saint (The Saint), ; saison 5, épisode 8 La Fête romaine (The Man who liked Lions, 1966) ; saison 6, épisode 1 Antiquités (The Gadic Collection, 1968) de Freddie Francis
- 1967 : Le Prisonnier (The Prisoner), saison unique, épisode 9 Échec et mat (Checkmate) de Don Chaffey
- 1967 : Les Espions (I Spy), saison 3, épisode 1 Il faut tuer Karlovassi (Let's kill Karlovassi) de Christian Nyby
- 1968 : Les Champions (The Champions), saison unique, épisode 2 L'Homme invisible (The Invisible Man)
- 1969-1970 : Département S (Department S), deux saisons, vingt-six épisodes : rôle de Jason King
- 1971-1972 : Jason King, saison unique, vingt-six épisodes : rôle-titre
- 1984 : Doctor Who (série télévisée) « Planet of Fire » : Timanov
- 1984 : Sherlock Holmes (série télévisée avec Jérémy Brett) : épisode The Three Gables, avec Claudine Auger.

## Théâtre (sélection)
Pièces, jouées à Londres, sauf mention contraire
- 1949 : Othello ou le Maure de Venise (Othello, the Moor of Venice) de William Shakespeare, avec Leo McKern ; Le Marchand de Venise (The Merchant of Venice)
- 1951 : Hamlet de William Shakespeare, avec Michael Gough, Alec Guinness, Robert Shaw, Alan Webb
- 1954 : Sainte Jeanne (Saint Joan) de George Bernard Shaw, avec Siobhan McKenna
- 1958 : Pour Lucrèce (Duel of Angels) de Jean Giraudoux, adaptation de Christopher Fry, mise en scène de Jean-Louis Barrault, costumes féminins de Christian Dior, avec Claire Bloom, Vivien Leigh
- 1959 : La Mégère apprivoisée (The Taming of the Shrew) de William Shakespeare ; Cyrano de Bergerac d'Edmond Rostand, avec Patrick Stewart (à Bristol)
- 1960 : Pour Lucrèce (Duel of Angels) de Jean Giraudoux, adaptation de Christopher Fry, reprise, costumes féminins de Christian Dior, avec Vivien Leigh, John Merivale, Donald Moffat, Mary Ure (à Broadway)
- 1964 : Le Songe d'une nuit d'été (A Midsummer Night's Dream) de William Shakespeare
- 1973 : Mother Adam de Charles Dyer (à Édimbourg)
- 1973-1974 : Le Roi et moi (The King and I), comédie musicale, musique de Richard Rodgers, lyrics et livret d'Oscar Hammerstein II, d'après le roman Anna et le Roi de Siam (Anna and the King of Siam) de Margaret Landon
- 1975-1976 : Anastasia de Marcelle Maurette (à Bath) (pièce adaptée au cinéma en 1956)